# Giấy vệ sinh

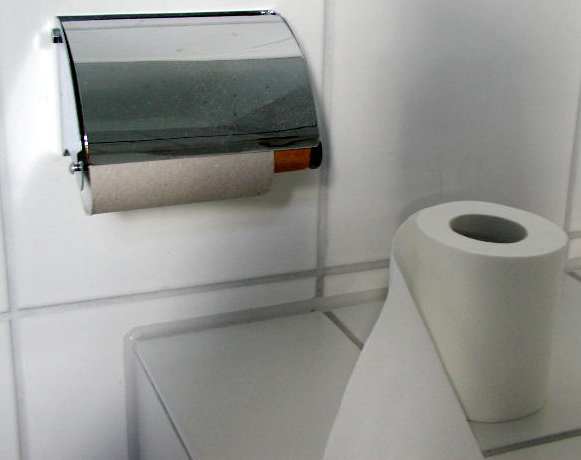
Cuộn giấy vệ sinh và kẹp giữ

Giấy vệ sinh đã được biết tới từ thế kỷ 14 tại Trung Quốc. Lúc đó, chỉ có những người trong hoàng tộc là được sử dụng giấy vệ sinh. Sau đó, giấy vệ sinh đã được làm dưới dạng các tờ giấy với độ dài khoảng 2–3 feet (tương đương với 61–91 cm). Giấy vệ sinh đã được sản xuất đại trà (tại nhà máy) vào năm 1857 bởi Joseph Gayetty và sau đó 40 năm, năm 1897 thì giấy vệ sinh dạng cuộn như hiện nay đã được chào bán bởi Scott Paper Company tại Philadelphia (Mỹ).

## Tại Việt Nam
Tại Việt Nam, giấy vệ sinh đang được sản xuất và sử dụng rộng rãi từ thành thị đến nông thôn với hai loại chủ yếu là giấy vệ sinh có lõi và không lõi với chiều cao cuộn khoảng 80 – 110 mm và đường kính cuộn khoảng từ 50 – 130 mm. các cuộn giấy thường được cắt tờ (sheet) sẵn dưới dạng răng cưa có chiều dài khoảng 90 – 20 cm để dễ dàng ngắt đoạn khi sử dụng.
Trên thị trường hiện nay có hai loại chất liệu giấy chủ yếu, một loại được sản xuất từ nguồn nguyên liệu bột giấy nguyên chất và loại còn lại sản xuất từ nguồn bột giấy tái chế. Đối với loại làm bằng nguyên liệu bột giấy nguyên chất giá thành có cao hơn một chút nhưng sử dụng rất tiết kiệm và an toàn cho người sử dụng, giấy có đặc điểm là mềm, mịn, dai, trắng, trên mặt giấy không chứa các tạp chất với đủ màu sắc khác nhau, khi cầm lên thấy rất mềm mại và mát tay; đối với loại giấy sản loại giấy sản xuất từ nguồn nguyên liệu tái chế giấy thường đen, mủn, nhiều bụi, mặt giấy khô ráp, có nhiều chấm bẩn màu đen, xanh, đỏ.

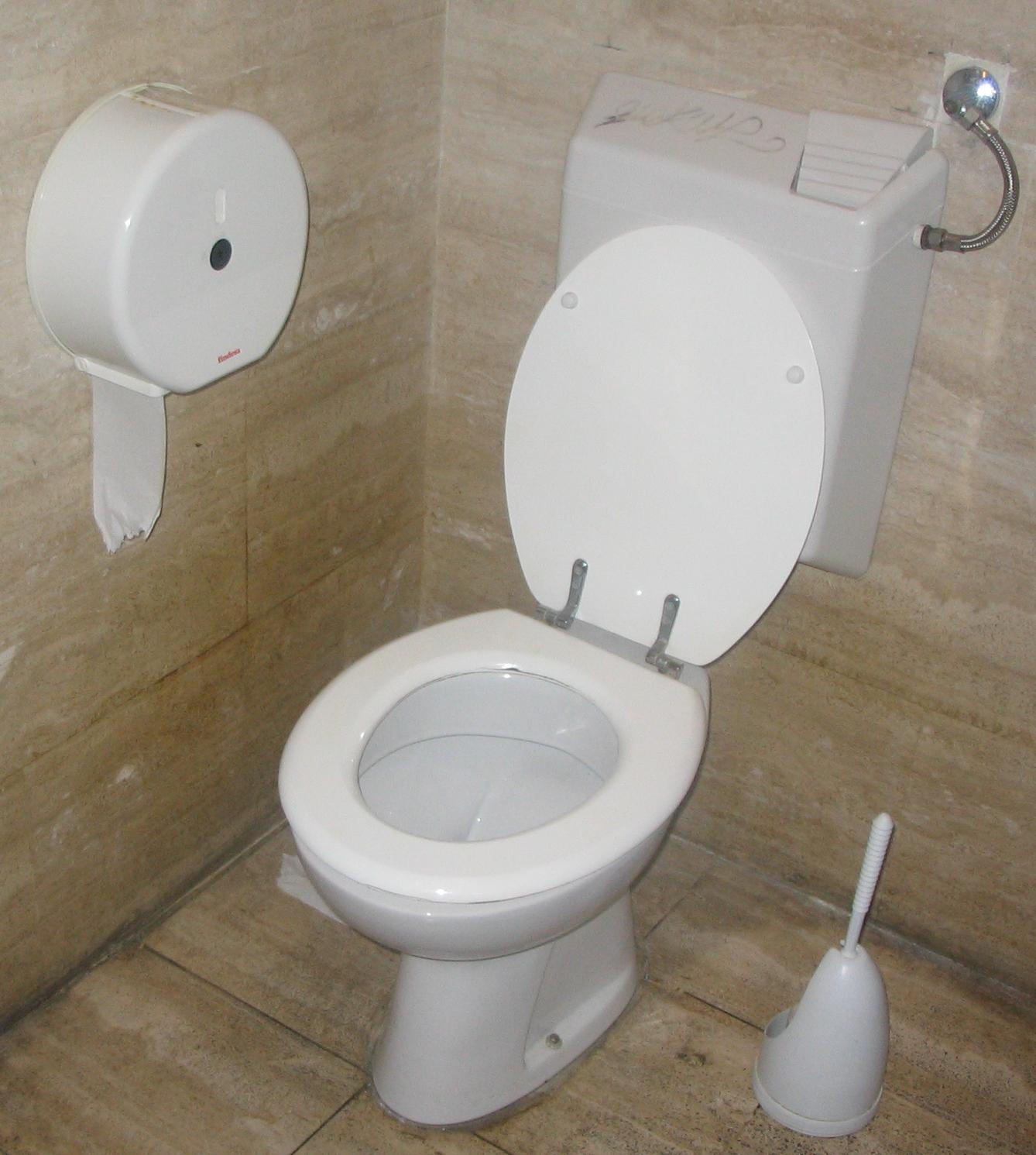
Cuộn giấy vệ sinh loại lớn bên cạnh bồn cầu

Đặc biệt trong vài năm trở lại đây ở Việt Nam bắt đầu có xu hướng sử dụng giấy vệ sinh cuộn lớn (jumbo roll tisue paper) trong các nhà vệ sinh công cộng, các công ty, tòa nhà, nhà hàng... nhằm tiết kiệm chi phí. Một cuộn giấy cuộn lớn có lượng giấy tương đương với khoảng 10 - 20 cuộn giấy nhỏ thông thường, giúp tiết kiệm chi phí bao bì, giảm hao hụt do không bị mất cắp và giấy không bị rơi xuống sàn, tiết kiệm chi phí nhân công.